# غوران ماركوفيتش (ممثل)
غوران ماركوفيتش (بالصربية: Горан Марковић)‏ هو مخرج وممثل صربي، ولد في 24 أغسطس 1946 في صربيا. من الجوائز التي نالها Silver Shell for Best Director ‏.

## جوائز
- Silver Shell for Best Director [الإنجليزية]‏

## وصلات خارجية
- غوران ماركوفيتش على موقع IMDb (الإنجليزية)
- غوران ماركوفيتش على موقع ألو سيني (الفرنسية)
- غوران ماركوفيتش على موقع أول موفي (الإنجليزية)
- غوران ماركوفيتش على موقع قاعدة بيانات الأفلام السويدية (السويدية)
- غوران ماركوفيتش على موقع قاعدة بيانات الفيلم (الإنجليزية)
- غوران ماركوفيتش على موقع كينوبويسك (الروسية)